# Victor (général romain)
Ne doit pas être confondu avec Flavius Victor.
Pour les articles homonymes, voir Victor.
Victor, décédé après 383, est un général et politicien romain. Il servit l'empereur Julien puis l'empereur Valens qui le nomma consul en 369. En tant que général romain, il participa à l'expédition de Julien en Perse en 363 et à la bataille d'Andrinople le 9 août 378.

## Biographie

### Famille et origines
Né dans une famille d'origine sarmate, Victor commence sa carrière à la cour de l'empereur Constance II en tant qu'officier du palais. 
Il se maria à Chasidat (ou Khasidat), fille de la reine arabe tanukhide Mavia, sans doute au moment de la conclusion d'un fœdus avec les Sarrasins en 377. Ce mariage est le seul cas rapporté d'une union entre un officier romain et une femme arabe.  

### Carrière sous Julien
Sous l'empereur Julien, Victor est nommé comes rei militaris selon Ammien Marcellin, ou magister peditum selon Zosime,.
En anticipation de la campagne contre l'Empire sassanide, Julien donne l'ordre à Victor de faire marcher l'armée romaine de Constantinople à Antioche. Quand Julien arrive pour prendre le commandement de l'expédition, Victor est chargé de commander l'arrière-garde. Sur la route de Ctésiphon, il marche en éclaireur pour s'assurer qu'aucun piège n'a été mis en place par les Perses.
Durant la bataille de Ctésiphon, il mène l'avant-garde à travers le fleuve, écrasant une armée sassanide menée par le fils du roi Shapur II. Après la défaite de Julien lors de la bataille de Samarra, Victor et les officiers ayant servi sous Constance II comme Arinthaeus s'accordèrent entre eux pour désigner le remplaçant de l'empereur défunt et s'opposèrent aux officiers gaulois de Julien comme Dagalaiphus et Nevitta.  Après le refus de Salutius de revêtir la pourpre, leur choix se reporte sur l'empereur Jovien. Jovien promeut Victor au rang de magister equitum en 363. Il conserve son titre jusqu'en 379. 

### Carrière sous Valens
Valentinien Ier succède à Jovien en 364 et nomme son frère Valens comme co-empereur pour régner sur les provinces orientales. Victor est assigné à la cour de ce dernier. En 366 ou 367, Valens l'envoie interroger les Goths qui ont soutenu la rébellion de l'usurpateur Procope. Dans le même temps, Victor atteste les rapports sur leurs intentions belliqueuses.
En 369, il est envoyé avec Arintheus pour négocier la paix avec les Goths et mettre un terme à la première guerre gothique de Valens. La même année, Valens le récompense pour ses services en le nommant consul aux côtés de son fils de trois ans, Valentinianus Galates.
Valens envoie Victor en 377 auprès de la cour sassanide pour négocier le statut de l'Arménie. Après la mutinerie des Goths de Fritigern, Victor conduit les négociations en hâte et se rend auprès de l'empereur en Thrace. Il conseille Valens sans succès d'attendre les renforts de l'empereur d'Occident Gratien avant d'engager les Goths. Lors de la bataille d'Andrinople, il tente de secourir l'empereur, qui meurt sur le champ de bataille. Victor cependant, réussit à retirer ses troupes intactes. Après la bataille, il traverse la Macédoine et la Pannonie pour apporter la nouvelle de la défaite à Gratien.
Vers 380, Victor se retire de la vie publique et établit sa résidence à Constantinople, où il possède une propriété dans la banlieue de Psamathea. Il est toujours en vie vers 383.

### Un officier chrétien nicéen
Fervent chrétien nicéen, Victor est dit avoir reproché à l'empereur Valens sa politique de persécution à l'égard de ses coreligionnaires avant la bataille d'Andrinople. Cette intervention visait probablement à soutenir le magister peditum Trajan et Basile de Césarée, que Valens prévoyait de bannir sans mettre son plan à exécution.